# Szingapúr az 1976. évi nyári olimpiai játékokon
Szingapúr a kanadai Montréalban megrendezett 1976. évi nyári olimpiai játékok egyik részt vevő nemzete volt. Az országot az olimpián 4 sportágban 4 sportoló képviselte, akik érmet nem szereztek.

## Atlétika
Női
| Versenyző     | Versenyszám | Előfutam      | Előfutam      | Előfutam      | Elődöntő | Elődöntő | Elődöntő | Döntő   | Döntő    |
| Versenyző     | Versenyszám | Idő           | Hely.         | Össz.         | Idő      | Hely.    | Össz.    | Idő     | Helyezés |
| ------------- | ----------- | ------------- | ------------- | ------------- | -------- | -------- | -------- | ------- | -------- |
| Chee Swee Lee | 800 m       | nem ért célba | nem ért célba | nem ért célba | kiesett  | kiesett  | kiesett  | kiesett | kiesett  |

## Cselgáncs
| Versenyző    | Versenyszám  | Csoport | Selejtező         | 32-es főtábla          | Nyolcaddöntő      | Negyeddöntő       | Elődöntő          | Vigaszág negyeddöntő | Vigaszág elődöntő | Bronz- mérkőzés   | Döntő             | Helyezés |
| Versenyző    | Versenyszám  | Csoport | Ellenfél Eredmény | Ellenfél Eredmény      | Ellenfél Eredmény | Ellenfél Eredmény | Ellenfél Eredmény | Ellenfél Eredmény    | Ellenfél Eredmény | Ellenfél Eredmény | Ellenfél Eredmény | Helyezés |
| ------------ | ------------ | ------- | ----------------- | ---------------------- | ----------------- | ----------------- | ----------------- | -------------------- | ----------------- | ----------------- | ----------------- | -------- |
| Koh Eng Kian | Félnehézsúly | B       | erőnyerő          | Jorge Comrie (PAN) · V | kiesett           | kiesett           | kiesett           |                      |                   |                   |                   | 18.      |

## Sportlövészet
Nyílt
| Versenyző | Versenyszám | Pont | Helyezés |
| --------- | ----------- | ---- | -------- |
| Frank Oh  | Trap        | 152  | 40.      |

## Súlyemelés
| Versenyző       | Versenyszám | Szakítás | Szakítás | Lökés    | Lökés    | Összesen | Helyezés |
| Versenyző       | Versenyszám | Eredmény | Helyezés | Eredmény | Helyezés | Összesen | Helyezés |
| --------------- | ----------- | -------- | -------- | -------- | -------- | -------- | -------- |
| Chua Koon Siong | 60 kg       | 100,0    | 13.      | 130,0    | 12.      | 230,0    | 12.      |